# Dendronephthya tripartita
Dendronephthya tripartita is een zachte koraalsoort uit de familie Nephtheidae. De koraalsoort komt uit het geslacht Dendronephthya. Dendronephthya tripartita werd in 1909 voor het eerst wetenschappelijk beschreven door Henderson. 